# قشلاق حاج هاشم أرشد (مقاطعة بيله سوار)
قشلاق حاج هاشم أرشد (بالفارسية: قشلاق حاج‌هاشم ارشد) هي منطقة سكنية تقع في إيران في أردبيل. يقدر عدد سكانها بـ 13 نسمة .